# Cascata do Pego do Inferno
A Cascata do Pego do Inferno é a maior de um conjunto de três cascatas (Cascata do Pomarinho e Cascata da Torre) formadas em tufos calcários existentes na ribeira da Asseca em Santo Estêvão, perto de Tavira. Tufo calcário é um tipo de rocha formada em águas de origem cársica que após perderem dióxido de carbono ficam sobressaturadas em carbonato de cálcio que se acumula no fundo de cursos de água, em cascatas, lagos ou qualquer outro ambiente aquático.
Esta cascata, uma das mais curiosas de Portugal, cuja queda de água não é muito alta, pois ronda apenas os 3 metros, dá origem a uma lagoa de tons verdes azeitona. Cor quente e mediterrânica que lhe advém da profundidade das suas águas e da cor dos terrenos e da vegetação onde se insere.
Sobre esta cascata e a sua lagoa contam-se lendas e histórias que aumentam em muito a profundidade da lagoa que após medições foi certificada em cerca de sete metros.
A Cascata do Pego do Inferno esteve aberta ao público como espaço balnear até 2012. Até esta data, existia um passeio pedonal, uma ponte de acesso à lagoa, uma escadaria de madeira e equipamentos cuja manutenção estava a cargo da Câmara Municipal de Tavira. Contudo, a meados de julho de 2012, houve um fogo na região que destruiu a infraestrutura existente e queimou parte da zona verde. A partir desta data, o município encerrou o espaço ao público.
Atualmente (2017), a natureza devolveu a beleza natural à região, mas o espaço deixou de ser mantido pela Câmara Municipal. Contudo, a Cascata do Pego do Inferno continua a ser visitada por inúmeros banhistas no verão como espaço natural selvagem. 